# Siriella costellabatensis
Siriella costellabatensis är en kräftdjursart. Siriella costellabatensis ingår i släktet Siriella och familjen Mysidae. Inga underarter finns listade i Catalogue of Life.